# Joan Vila i Grau

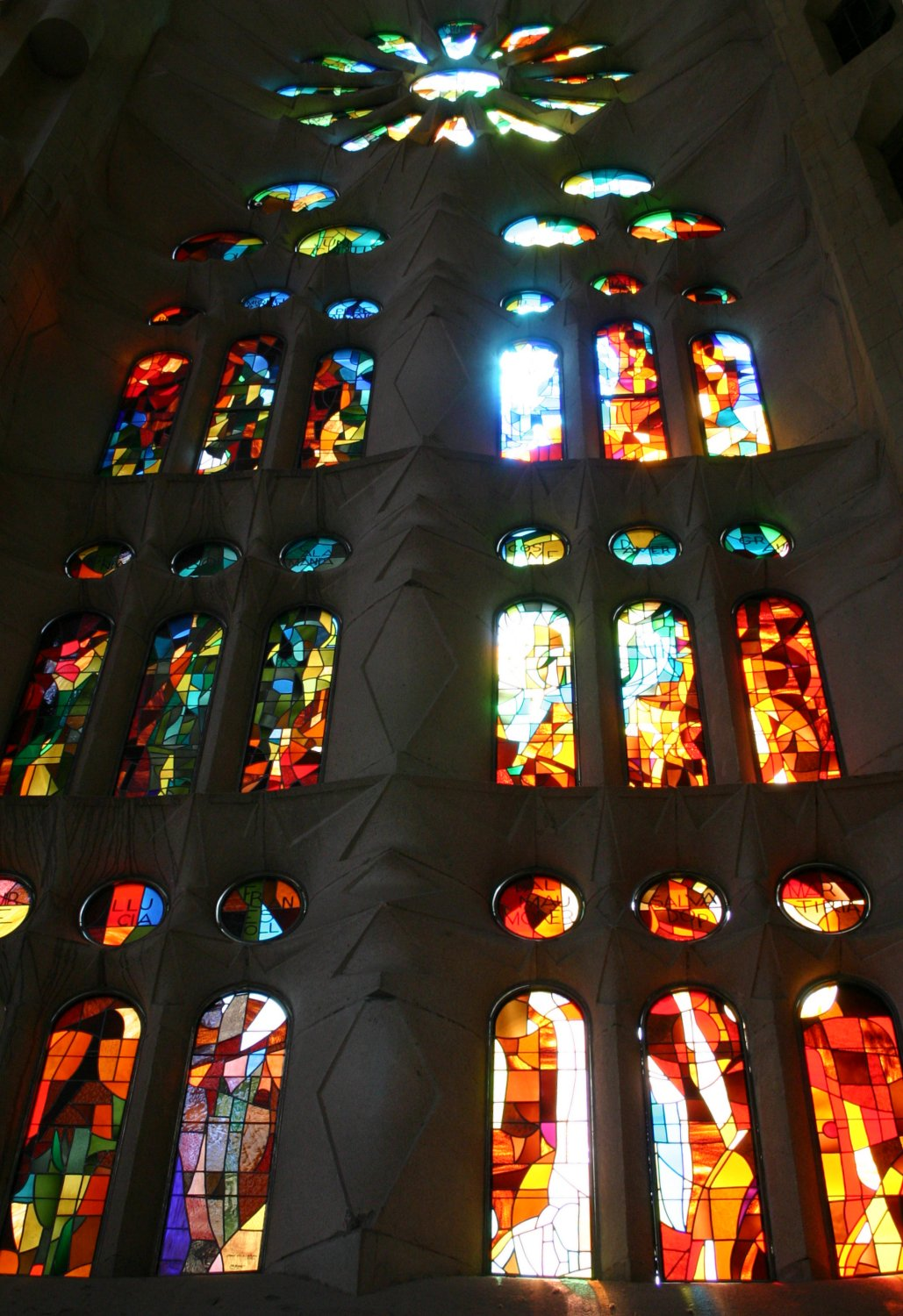
Vitral do Templo Expiatório da Sagrada Família, em Barcelona.

Joan Vila i Grau (Barcelona, 1932 - 11 de novembro de 2022) foi um pintor e vitralista espanhol, filho do também pintor Antoni Vila Arrufat. Estudou na Escola de Arquitetura de Barcelona (1950-1955), encaminhando-se para a pintura. Interessado na arte litúrgica, especializou-se na realização de vitrais para igrejas e edifícios religiosos, destacando-se a sua obra no Templo Expiatório da Sagrada Família, em Barcelona. Outras obras suas na Catalunha estão na igreja das Hermanitas de la Asunción, 1962; Llars Mundet, 1963; igreja da Virgem da Paz, 1964-1966; Orfeão de Gracia, 1978; Bellesguard, 1979), Sabadell (Caixa d'Estalvis, 1968-1970), Sant Sadurní d'Anoia (Caves Codorniu, 1970), El Vendrell (Fundació Pau Casals, 1980), Vilafranca del Penedès (Caixa d'Estalvis, 1986), etc. Também tem obra em Andorra, Alaior, Saragoça, Granada, Madrid, Cádis, Corrientes e Cincinnati, colaborando por vezes com Joan Miró.
Como pintor, evoluiu da figuração esquemática de influência românica para a arte abstrata, com trabalhos em madeira policromada a meio caminho entre a pintura e a escultura. Expôs em Barcelona, Madrid, Tarragona, Londres, Mataró, Granollers, Bilbau, Santander, etc.
Destaca-se também como teórico, sendo fundador da revista Qüestions d'Art. Cabe lembrar a sua investigação sobre o vitral, desde o gótico até ao contemporâneo, sendo autor de Los vidrieros de la Barcelona modernista (1982). É diretor do Instituto do Vitral em Barcelona, e membro da Real Academia de Bellas Artes de Sant Jordi e da Real Academia de Ciencias y Artes de Barcelona.
1. ↑  «Muere el pintor Joan Vila-Grau, autor de los vitrales de la Sagrada Familia». El Periódico (em espanhol). Consultado em 14 de novembro de 2022